# Italochrysa ferruginea
Italochrysa ferruginea is een insect uit de familie van de gaasvliegen (Chrysopidae), die tot de orde netvleugeligen (Neuroptera) behoort. 
Italochrysa ferruginea is voor het eerst wetenschappelijk beschreven door McLachlan in 1869.